# Tridentea umdausensis
Tridentea umdausensis là một loài thực vật có hoa trong họ La bố ma. Loài này được (Nel) Leach miêu tả khoa học đầu tiên năm 1978.